# Biskupice na Hané
Biskupice (deutsch Biskupitz) ist eine Gemeinde in Tschechien. Sie befindet sich elf Kilometer östlich von Prostějov und gehört zum Okres Prostějov.

## Geographie
Biskupice befindet sich rechtsseitig der Blata in der Hanna. Östlich erhebt sich der Hügel Bezděkov (204 Meter). Nachbarorte sind Hrdibořice und Svárov im Norden, Dub nad Moravou im Nordosten, Věrovany im Osten, Viklice und Tovačov im Südosten, Klopotovice im Süden, Hrubčice im Südwesten, Kralice na Hané und Vítonice im Westen sowie Kraličky im Nordwesten.

## Geschichte
Archäologische Funde belegen eine Besiedlung der Gemeindefluren seit der Jungsteinzeit. Der Name des Dorfes deutet darauf hin, dass er auf bischöflichem Grund angelegt wurde. Wahrscheinlich ist deshalb ein Gründungszeitpunkt nach der im Jahre 1063 erfolgten Stiftung des Bistums Olmütz. Die erste urkundliche Erwähnung über Biskupice datiert von 1131.
Bis zum Jahre 1791 war Klopotovice der Schulort für Biskupice. 1795 begann der Unterricht in der Filialschule Biskupice.
Vor der Aufhebung der Patrimonialherrschaften im Jahre 1848 gehörte Biskupice ein reichliches Jahrhundert zur Herrschaft Prostějov. Bekannt war der Ort zu dieser Zeit für seine Viehzucht und es fanden Ausstellungen statt. 1834 lebten in Biskupice 371 Menschen; der Ort bestand aus 51 Häusern. Im Jahre 1863 entstand ein neues Schulhaus, das 1892 wegen gestiegener Schülerzahl erweitert werden musste. 1905 waren dort 81 Kinder eingeschult. 1921 hatte das Dorf 358 Einwohner. Im selben Jahre erfolgte im Zuge der Bodenreform eine Aufteilung des Großgrundbesitzes von Wilhelm Guttman. Die Ortsteile Olečka, Konec, V kótě und Dědina verschmolzen mit Biskupice zu einer Einheit. Der Pfarrort ist Kralice.

## Ortsgliederung
Für die Gemeinde Biskupice sind keine Ortsteile ausgewiesen.

## Sehenswürdigkeiten
- Kapelle der Hl. Margarethe, erbaut 1767 durch den Wischauer Baumeister Matouš Kolda. In den Jahren 1782 und 1902 erfolgten Erweiterungen. Das denkmalgeschützte Bauwerk befindet sich im Gemeindebesitz.